# Épenède
Épenède település Franciaországban, Charente megyében. Lakosainak száma 191 fő (2022. január 1.). Épenède Alloue, Hiesse, Pleuville és Pressac községekkel határos.

## Népesség
A település népességének változása:
| Lakosok száma | 323  | 256  | 242  | 210  | 221  | 205  | 185  | 174  | 169  | 191  |
|               | 1968 | 1982 | 1990 | 2006 | 2013 | 2015 | 2017 | 2019 | 2020 | 2022 |